# Xã Lakeville, Quận Grand Forks, Bắc Dakota
Xã Lakeville (tiếng Anh: Lakeville Township) là một xã thuộc quận Grand Forks, tiểu bang Bắc Dakota, Hoa Kỳ. Năm 2010, dân số của xã này là 69 người.